# Купарадзе, Георгий Иванович
Георгий Иванович Купарадзе (7 декабря 1893 года, Хони, Имеретия — 8 ноября 1954 года, там же) — советский военный деятель, Генерал-майор (1942 год).

## Начальная биография
Георгий Иванович Купарадзе родился 7 декабря 1893 года в Хони (Имеретия).

## Военная служба

### Первая мировая и гражданская войны
В 1914 году был призван в ряды Русской императорской армии, после чего был направлен в школу прапорщиков и после её окончания в 1916 году был направлен на Западный фронт, где в чине прапорщика был назначен на должность командира разведывательного взвода.
С 1920 года служил в армии Грузинской демократической республики на должностях начальника административно-хозяйственной части штаба в стрелковой бригаде, а затем в стрелковой дивизии.

### Межвоенное время
В марте 1921 года Купарадзе призван в ряды РККА и назначен на должность командира роты 2-го Грузинского стрелкового полка. В июне того же года был направлен в 1-ю Грузинскую стрелковую бригаду, где служил на должностях коменданта, начальника административно-хозяйственной части штаба бригады и помощника начальника снабжения бригады. В декабре того же года был переведён во 2-ю Грузинскую стрелковую дивизию, где служил на должностях начальника административно-хозяйственного отделения и начальника строевого отделения штаба дивизии.
В декабре 1928 года Купарадзе был направлен на учёбу на стрелково-тактические курсы «Выстрел», после окончания которых в августе 1929 года вернулся во 2-ю Грузинскую стрелковую дивизию, где служил на должностях начальника строевого отделения штаба, начальника штаба дивизии и начальника полковой школы 4-го Грузинского полка.
В ноябре 1931 года был назначен на должность помощника начальника 6-го отдела штаба Отдельной Кавказской армии, в декабре 1933 года — на должность начальника 1-го отделения отдела по командному и начальствующему составу штаба Закавказского военного округа, в ноябре 1937 года — на должность начальника Тбилисских курсов усовершенствования командного состава запаса, в феврале 1940 года — на должность помощника по учебно-строевой части начальника Кутаисских курсов усовершенствования командного состава запаса, а в августе того же года — на должность начальника Телавских курсов усовершенствования начальствующего состава запаса.

### Великая Отечественная война
С началом войны Купарадзе находился на прежней должности.
В августе 1941 года был назначен на должность начальника Телавского пехотного училища, в феврале 1942 года — на должность командира 406-й стрелковой дивизии, которая обороняла государственную границу СССР с Турцией от Чёрного моря до горы Уч-Тапаляр, а также побережье Чёрного моря на участке Поти — Сухуми, а затем перевалы через Главный Кавказский хребет от Мамисонского до Белореченского. С августа того же года дивизия принимала участие в оборонительных боевых действиях за удержание перевалов в центральной части Главного Кавказского хребта, за что был награждён орденом Красного Знамени.
20 декабря 1942 года Купарадзе был назначен на должность командира 12-го стрелкового корпуса, который выполнял задачи по прикрытию государственной границы СССР с Турцией и по охране коммуникаций в Иране, куда советские войска были временно введены по советско-иранскому договору от 26 февраля 1921 года.

### Послевоенная карьера
После окончания войны  находился на прежней должности.
С июня 1946 года исполнял должность командира 392-й стрелковой дивизии, а в мае 1947 года был назначен на должность командира 414-й стрелковой дивизии. В марте 1952 года был прикомандирован к управлению Закавказского военного округа в качестве внештатного консультанта по вопросам боевой подготовки войск и вузов округа.
Генерал-майор Георгий Иванович Купарадзе умер 8 ноября 1954 года в городе Хони (Имеретия).

## Награды
- Орден Ленина;
- Три ордена Красного Знамени;
- Медали.